# Boraat

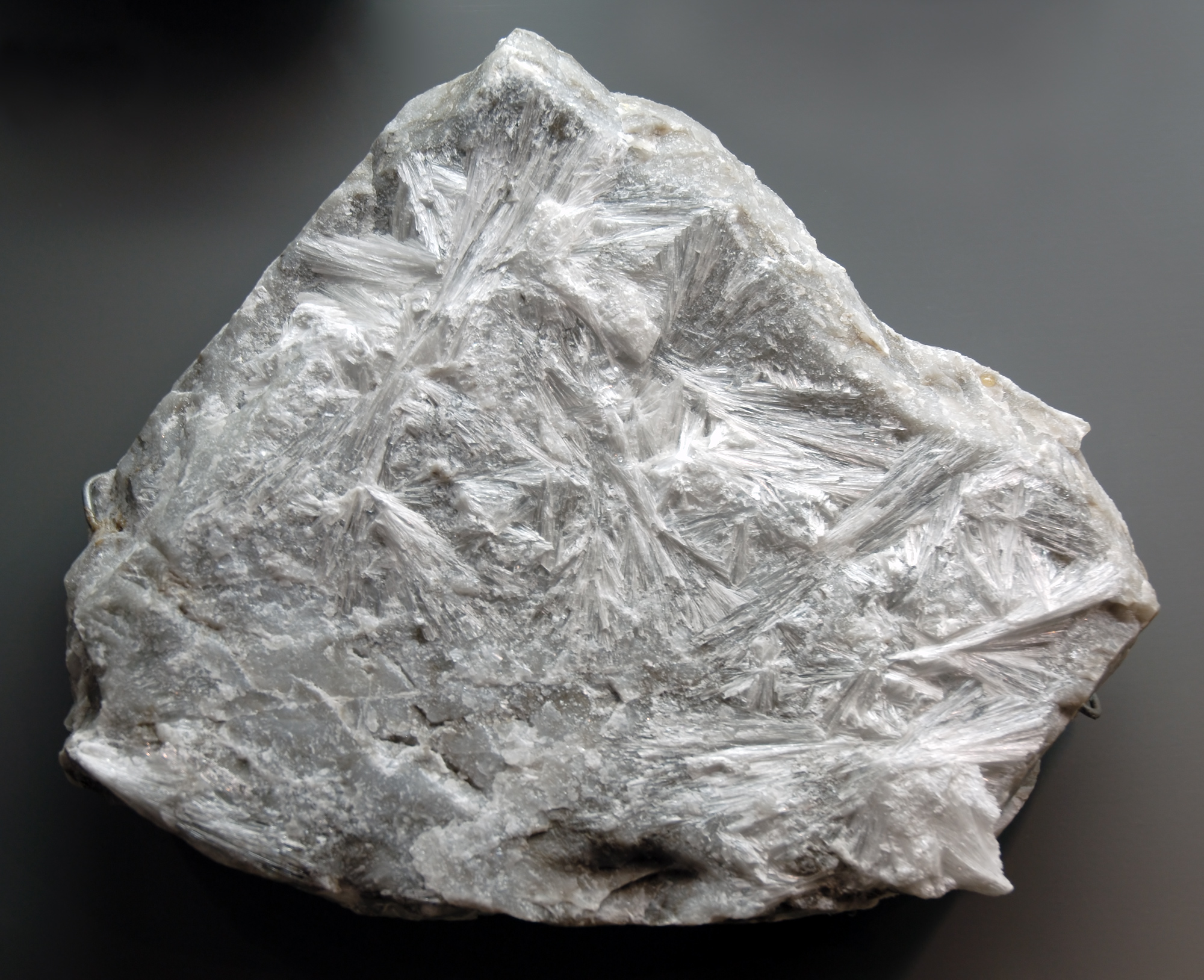
Hydro-Boracit uit Niedersachswerfen

Een boraat-ion heeft de chemische formule BO33−. Een boraatmineraal is een mineraal dat boraat als anion heeft. De boraatgroep bevat minstens 125 mineralen, waarin metallische elementen een binding vormen met boraat zoals borax. Boraateenheden vormen ketens en plaatvormige structuren die overeenkomen met silicaatgroepen.